# Injusticia epistémica

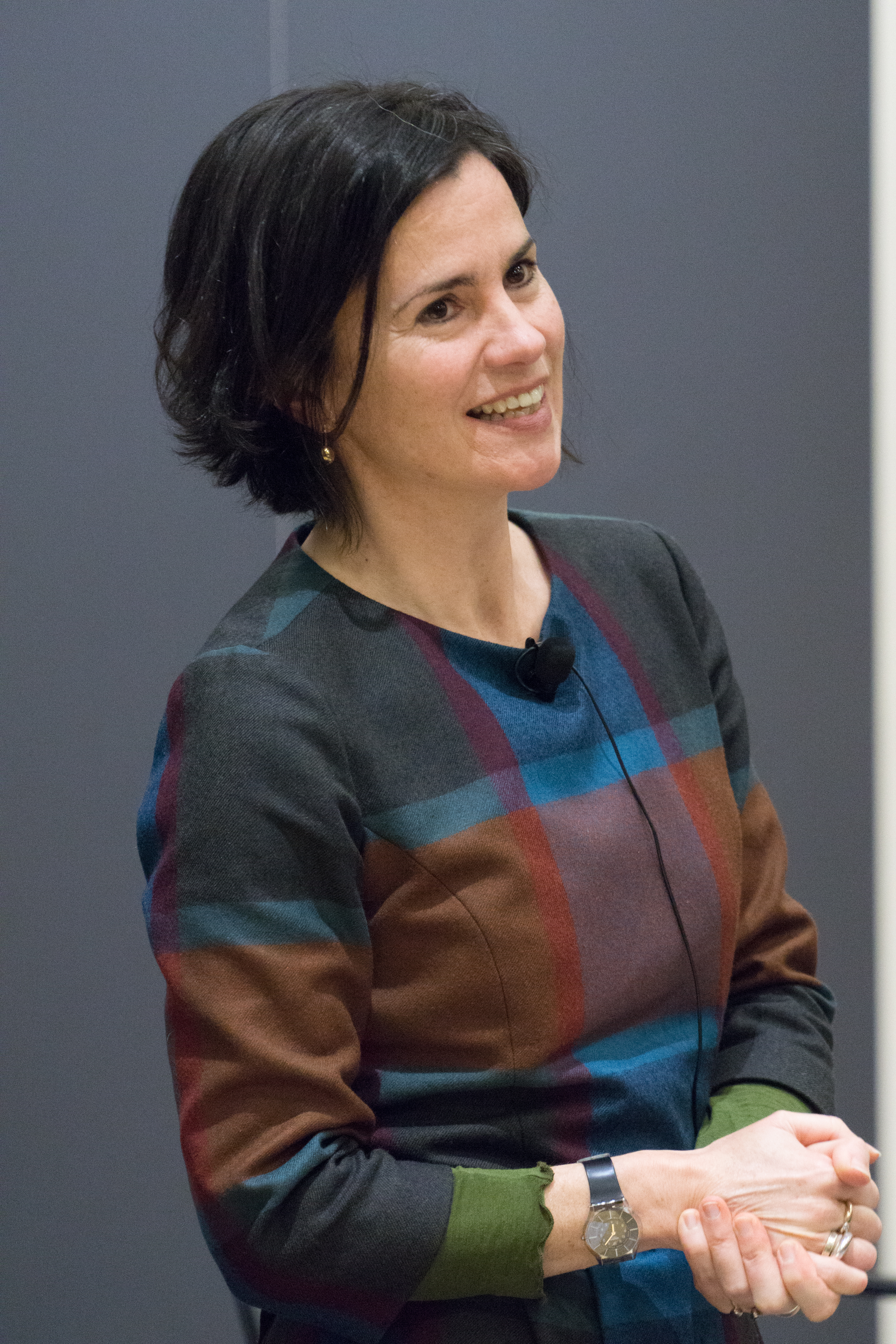
Miranda Fricker

La injusticia epistémica hace referencia a injusticias relacionadas con aspectos del conocimiento (el ámbito de la epistemología), cómo éste se comunica y cómo es comprendido. El término fue acuñado por la filósofa Miranda Fricker en 2007 pero su significado ha evolucionado desde entonces, y los orígenes del concepto se hallan en discusiones sobre opresión, poder y conocimiento que son muy anteriores a que el término fuera acuñado.

## Concepto
En su libro Epistemic injustice: power and the ethics of knowing, publicado en 2007, Fricker define dos tipos de injusticia epistémica: injusticia testimonial e injusticia hermenéutica. Según Fricker, la injusticia testimonial ocurre cuando el conocimiento de una persona es ignorado o su credibilidad es cuestionada por los prejuicios derivados de la pertenencia de esta persona a un determinado grupo social (como ser mujer, o una persona racializada). Una injusticia hermenéutica, por su parte, ocurre cuando la experiencia de una persona no es comprendida (por ella misma o por los demás) porque no hay ningún concepto disponible que pueda identificar o explicar adecuadamente aquella experiencia. 
Otros estudios académicos han expandido la superficie que abarca el término injusticia epistémica, que Fricker basó en investigaciones centradas en individuos, para darles una proyección y aplicación que abarca y se complementa en el ámbito social. Estas contribuciones incluyen darle nombre a ciertos tipos de injusticia epistémica como la opresión epistémica, la explotación epistémica, el silenciamiento como acallamiento testimonial y represión testimonial, la injusticia contributiva, la injusticia epistémica distributiva, y la injusticia de confianza epistémica. Los desarrollos de la literatura sobre la injusticia epistémica también han incluido el empuje de José Medina por un análisis que incorpore más voces y preste atención al contexto y las relaciones en juego, así como el argumento de Elizabeth S. Anderson de mirar con más detenimiento las causas y los remedios estructurales de la injusticia epistémica. Se ha ido desarrollando también una literatura estrechamente relacionada sobre las epistemologías de la ignorancia, que ha incluido la identificación de conceptos superpuestos como la ignorancia blanca y la ignorancia hermenéutica deliberada.
Algunos académicos, incluyendo a Kristie Dotson, han advertido sobre los riesgos de limitar el campo de la injusticia epistémica a través de definiciones que puedan dejar afuera contribuciones importantes a la discusión. Gaile Pohlhaus Jr. argumenta que esto significa que el concepto debe ser considerado abierto, y deberían ser consideradas muchas aproximaciones diferentes al mismo por sus contribuciones únicas en cualquier análisis de las variantes de injusticia epistémica.

## Historia
A pesar de que el término injusticia epistémica fue acuñado en 2007, quienes la han experimentado han ofrecido análisis de la experiencia de la injusticia epistémica desde hace mucho tiempo. Vivian May apunta a los escritos de Anna Julia Cooper en 1892 sobre la supresión de las ideas de las mujeres negras y a Sojourner Truth hablando en 1867 sobre la negación del reconocimiento a las mujeres negras como sujetos de conocimiento. Pohlhaus Jr. apunta al escrito de Gayatri Chakrovorty Spivak publicado en 1988 Can the Subaltern Speak? como otro ejemplo. Sobre este último, Spivak describe lo que llama violencia epistémica, que es la que ocurre cuando los subalternos son impedidos de hablar por sí mismos respecto de sus propios intereses porque otros afirman conocer cuáles son esos intereses.
El libro de Miranda Fricker que introduce el término injusticia epistémica fue publicado originalmente en 2007. En 2017 se publicó el Manual Routledge de Injusticia Epistémica, compilando capítulos que tratan tanto el trabajo teórico sobre el concepto como los esfuerzos por aplicar la teoría a casos prácticos.
El término injusticia epistémica también ha sido utilizado por Rajeev Bhargava, un teórico político indio, para describir cómo los grupos colonizados son perjudicados cuando los poderes colonizadores reemplazan o de alguna otra manera impactan negativamente sobre los conceptos y categorías que los grupos colonizados usan para comprenderse a sí mismos y al mundo que los rodea.

## Filósofos seleccionados
- Miranda Fricker (originadora del término)
- José Medina
- Elizabeth S. Anderson
- Charles Mills

### Artículos académicos
- Anderson, Elizabeth S. (2012). "Epistemic Justice as a Virtue of Social Institutions". Social Epistemology. 26 (2): 163–173. doi:10.1080/02691728.2011.652211. ISSN 0269-1728.
- Dotson, Kristie (2012). "A Cautionary Tale: On Limiting Epistemic Oppression". Frontiers: A Journal of Women Studies. 33 (1): 24–47. doi:10.5250/fronjwomestud.33.1.0024.
- Mills, Charles. 2007. "White Ignorance" in Race and Epistemologies of Ignorance edited by Shannon Sullivan and Nancy Tuana. Albany, NY: SUNY Press,  Philosophy and Race Series, pp. 13-38.
- Medina, José (2011). "The Relevance of Credibility Excess in a Proportional View of Epistemic Injustice: Differential Epistemic Authority and the Social Imaginary". Social Epistemology. 25 (1): 15–35. doi:10.1080/02691728.2010.534568. ISSN 0269-1728.
- Medina, José (2012). "Hermeneutical Injustice and Polyphonic Contextualism: Social Silences and Shared Hermeneutical Responsibilities". Social Epistemology. 26 (2): 201–220. doi:10.1080/02691728.2011.652214. ISSN 0269-1728.
- Pohlhaus, Gaile (2011). "Relational Knowing and Epistemic Injustice: Toward a Theory of Willful Hermeneutical Ignorance". Hypatia. 27 (4): 715–735. doi:10.1111/j.1527-2001.2011.01222.x. ISSN 0887-5367.